# Trest smrti v Mali
Trest smrti v Mali je legální forma trestu, kdy zákonným způsobem popravy je zastřelení popravčí četou. Přesto byla poslední poprava v zemi provedena v roce 1980, kdy byli popraveni Kaita Coulibaly a Karouba Coulibaly. A tak je Mali považováno za "abolicionistu v praxi". V roce 2021 byl v zemi vyneseno nejméně 48 nových rozsudků smrti.
Mezi hrdelní zločiny patří v Mali vražda, velezrada, špionáž, vydírání, bombový útok na veřejnou instituci, spiknutí proti státu a zpronevěra více než 1 milionu franků.

## Snahy o zrušení trestu smrti
V roce 1991 první demokraticky zvolený prezident po 23leté diktatuře generála Moussy Traorého, Alpha Oumar Konaré, projevil zájem o zrušení trestu smrti. Dne 10. prosince 1997 na Mezinárodní den lidských práv změnil rozsudky smrti na trest odnětí svobody na doživotí. Dne 16. května 2002, v závěrečné fázi Konarého vlády byl přijat zákon o pozastavení poprav na dobu dvou let. Vláda uvedla, že toto období by mělo poskytnout čas na projednání úplného zrušení trestu smrti. K tomu však nedošlo. Dne 24. května 2002 prezident Konaré zmírnil trest smrti i bývalému diktátoru Traorému, který byl v roce 1993 odsouzen k trestu smrti za popravy více než 150 prodemokratických demonstrantů. Jeho rozsudek byl změněn na trest odnětí svobody na doživotí.